# Zwavelgele bloemenkever
De zwavelgele bloemenkever of gele bloemenkever (Cteniopus sulphureus) is een loopkever behorend tot de familie Tenebrionidae. De kevers zijn warmteminnend en zitten graag op planten van de schermbloemenfamilie (Apiaceae), waar ze zich voeden met stuifmeel. De volwassenen zijn te vinden van mei tot augustus. De larven leven meestal in zandgrond en eten wortels.

## Determinatie
De kevers zijn 7–9 mm lang en hebben een opvallende zwavelgele kleur, alleen de tentakels en hun eindsegmenten zijn donkerder. De soort is variabel, exemplaren met bijna zwarte antennes, bruine kop of achterlijf, zwarte kop of halsschild of grijsbruine dekschilden. De kop is langwerpig en het pronotum is slechts iets breder dan lang. Het lichaam is fijn behaard.

## Verspreiding
De zwavelgele bloemenkever komt voor in heel Centraal-Europa, oostelijk tot Siberië. Naar het noorden toe wordt de soort zeldzamer. Deze kevers komen vooral voor in Denemarken, Finland, Slovenië, Italië en Zweden.